# エルキエ (マイオーリ)
エルキエはイタリア共和国カンパニア州サレルノ県のコムーネ、マイオーリの分離集落である。アマルフィ海岸の一角に属す、人口83人の村である。エルキエの名はヘラクレスに由来すると言われている。
1000年ごろにベネディクト会の修道院がこの地に建てられ、村の起源となった。創建した人物の名前は歴史家の間でも意見が割れている。修道院は1154年にはサラセン人による襲撃を受けて放棄され、300年ほど後の1451年にニコラウス5世より代替地をサレルノに与えられ、エルキエの修道院は正式に廃止された。その後、1966年に教会として再建された。
村の経済は主に農業で、ブドウ畑のブドウを用いたワインの生産と、柑橘系の果樹栽培に拠っている。
200メートルほどの海岸での海水浴を求めて観光客も訪れるが、環境保護のため自動車やバイクの海岸への乗り入れは禁止されているという。海岸の岬にある塔は1278年に建設されたものである。

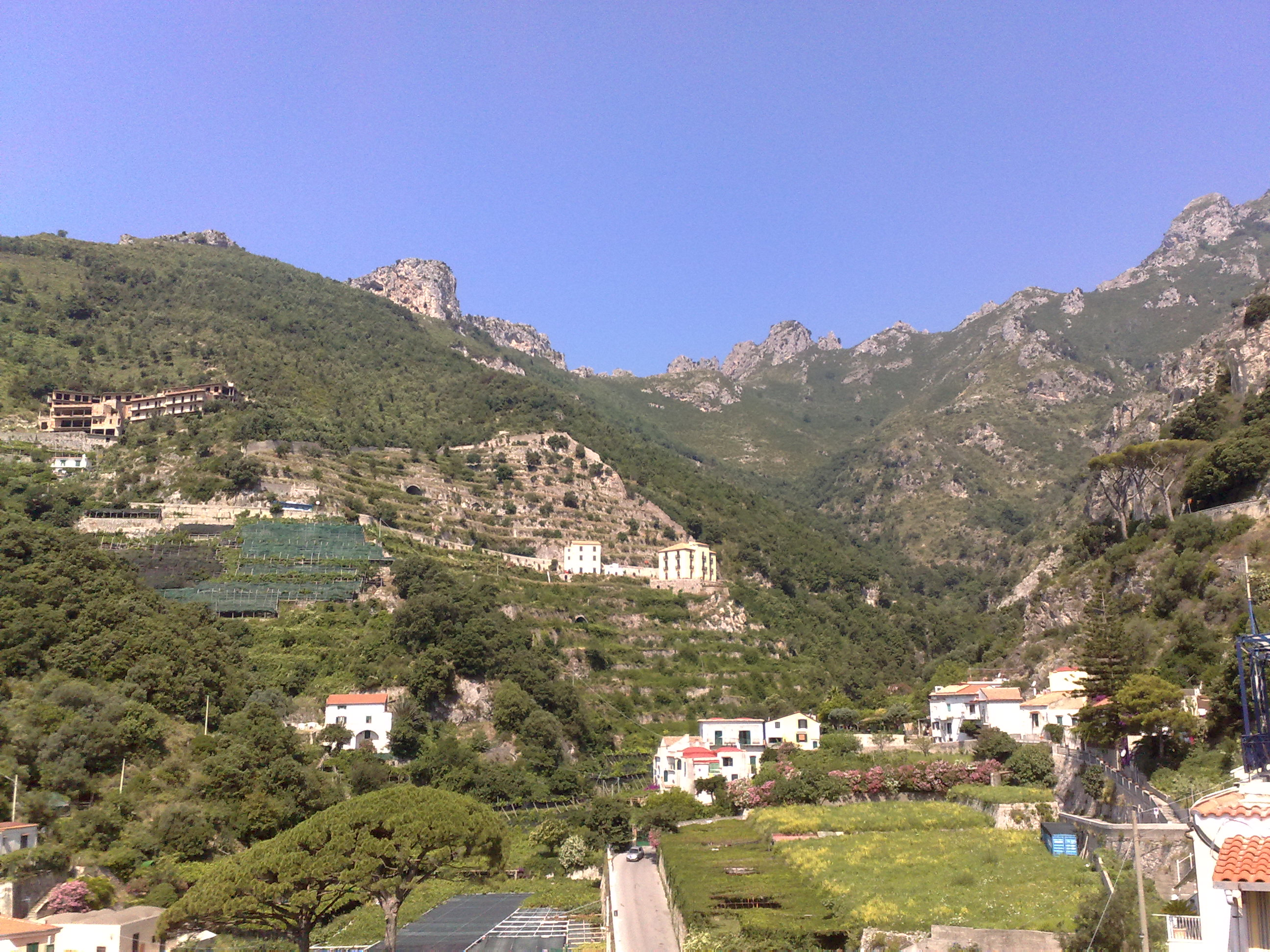
丘の斜面
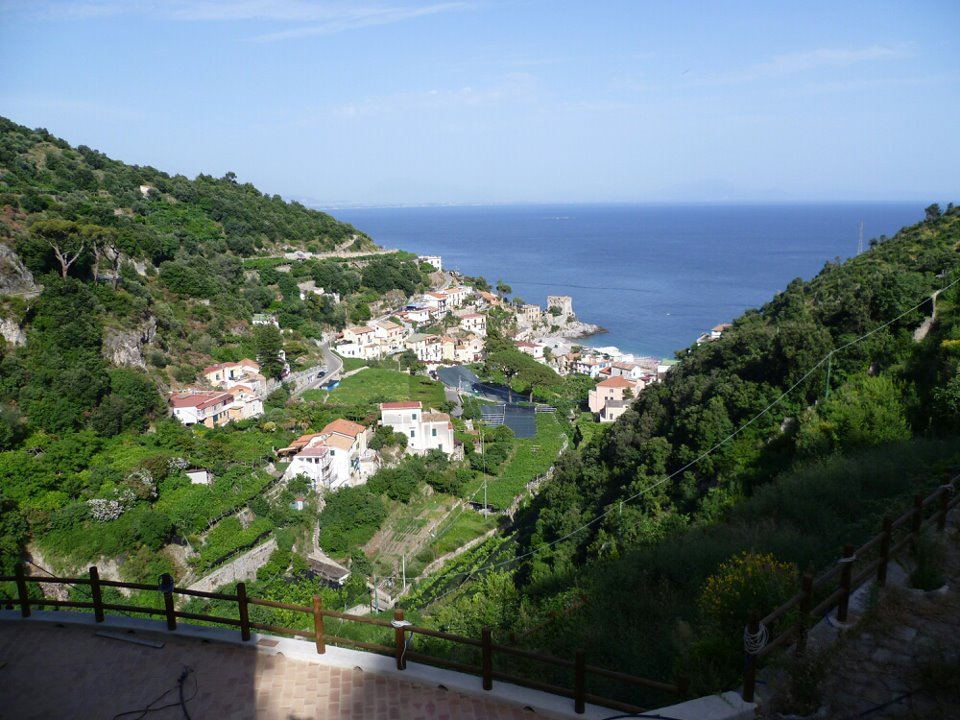
パノラマ
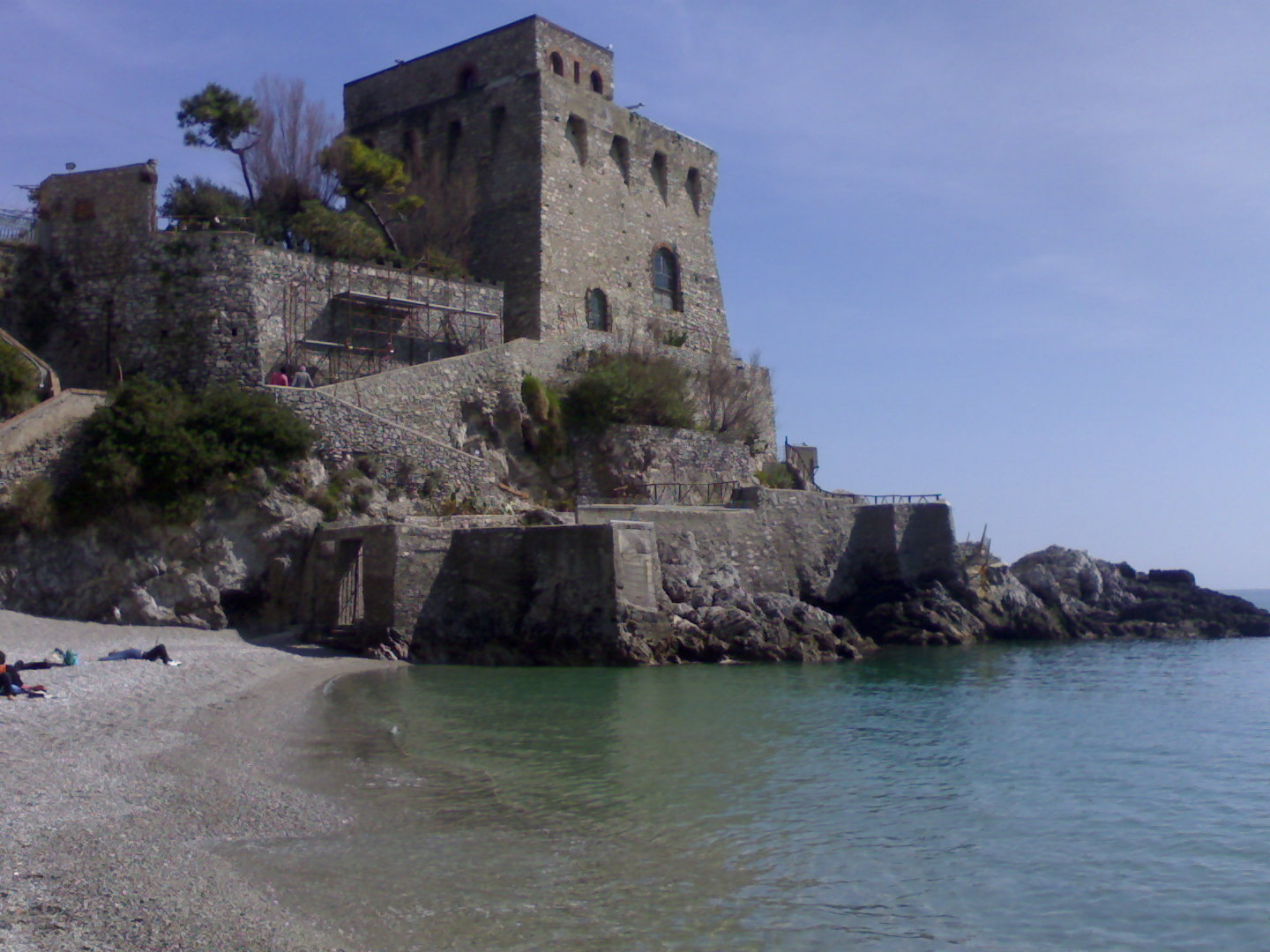
岬の塔